# Субарійці

Стародавнє Межиріччя

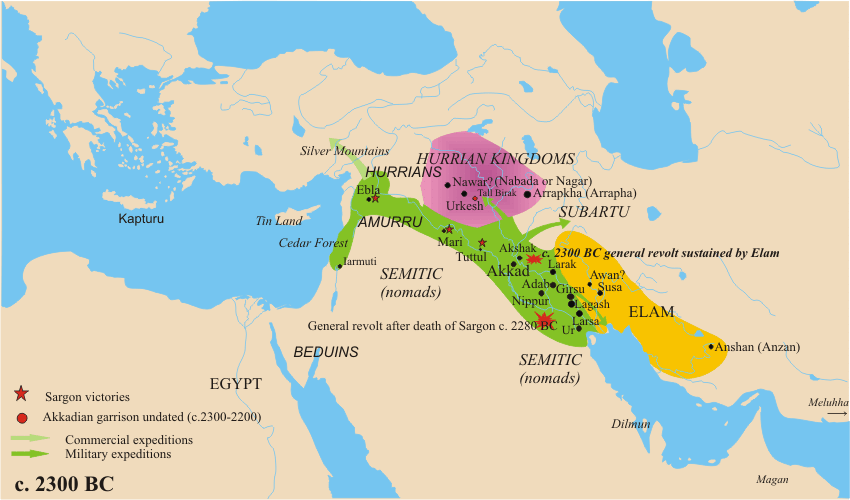
Стародавнє Межиріччя в 2300 до н. е.

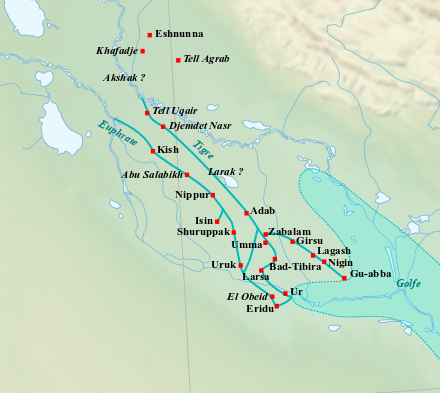
Нижнє Межиріччя

Субарійці або ж субареї — найдавніше, автохтонне населення Межиріччя. Шумерська традиція зберегла натяки на те, що субарійці були їх попередниками, а потім сусідами.

## Історія
Передня Азія є одним з найдавніших регіонів землеробства. В VIII-VII тис. до н. е. Верхнє Межиріччя було заселено різноманітними племенами які вже знали обробіток землі та скотарство. Вони прийшли сюди з сусідніх гірських регіонів Загросу (майбутні носії хассунської та пізнішої самаррської культур поширених переважно в басейні Тигру), та з Вірменського нагір'я, (майбутні носії халафської культури поширеної переважно по Євфрату). В VI тисячолітті до нашої ери самарська культура була разширена на незаселене до того Нижнє Межиріччя, аж до Перської затоки. Ці негостинні болотисті райони вперше були освоєні людиною і на них засновані постійні поселення. Більше того, саме тут з'явилися найдавніші з відомих сучасній науці поселень що мали стіни — протоміста.
Самоназвою цих жителів приморських низин було ймовірно су, але називають їх пізнішою похідною від су назвою — субарійці чи сабарії або ж субареї. В Нижньому Межиріччі субареї створили особливу, так звану убейдську культуру, яка разом з ними розповсюдилася від центральних районів Загросу через Межиріччя та Сирію аж до Середземного моря, а також на північно-східну Аравію та Бахрейн. Усі ці землі утворили відносно однорідну етнокультурну спільноту відому під шумерською назвою Субір, що можна перекласти як "обшир су". Саме субарійці заснували міста які потім стали шумерськими. Нешумерська та несемітська мова, що відома за окремими словами та іменами в шумерських текстах ІІІ тис. до н. е. та фігурує під назвами тигрідська чи бананова, певно є субарейською. Субарейське походження мають імена деяких шумерських богів та назви багатьох шумерських міст.
На початку IV тис. до н. е. до Нижнього Межиріччя прийшли шумери і Убейдська культура змінюється культурою Урук. Шумери змішалися з субарійцями, підселилися в їх міста і поступово асимілювали, засвоївши багато з їх культури та мови. Міські поселення та храми епохи Урук є продовженням будівель епохи Убейд. Тобто розселення шумерів у регіоні мало мирний характер. 
Зміна етнічного складу Нижньої Месопотамії та утворення з прибульців та асимільованих субарійців єдиного народу шумерів призвела до того, що суцільний Субір розпався на дві окремі частини. Однією з них був регіон Субарту на півночі Межиріччя та в прилеглих загроських горах, а другою — невелика країна Субар поруч з Еламом. І Субарту і Субар зникли на межі ІІІ-ІІ тисячоліть до нашої ери. Субарту заселили, асимілювавши субарійців, хурити, що прийшли з північного сходу. З того часу в месопотамських джерелах вони стали зватися субареями чи шубареями. Країну ж Субар асимілювали сусідні з нею еламіти.